# Phycomycetaceae
Phycomycetaceae är en familj av svampar. Enligt Catalogue of Life ingår Phycomycetaceae i ordningen Mucorales, divisionen oksvampar och riket svampar, men enligt Dyntaxa är tillhörigheten istället ordningen Mucorales, klassen Zygomycetes, divisionen oksvampar och riket svampar.
|                 | Umbelopsidaceae                                          |
|                 |                                                          |
|                 | Syncephalastraceae                                       |
|                 |                                                          |
|                 | Radiomycetaceae                                          |
|                 |                                                          |
|                 | Pilobolaceae                                             |
|                 |                                                          |
| Phycomycetaceae | \| \| Spinellus \| \| \| \| \| \| Phycomyces \| \| \| \| |
|                 | \| \| Spinellus \| \| \| \| \| \| Phycomyces \| \| \| \| |
|                 | Mycotyphaceae                                            |
|                 |                                                          |
|                 | Mucoraceae                                               |
|                 |                                                          |
|                 | Cunninghamellaceae                                       |
|                 |                                                          |
|                 | Choanephoraceae                                          |
|                 |                                                          |
|                 | Lichtheimiaceae                                          |
|                 |                                                          |
|                 | Mycocladaceae                                            |
|                 |                                                          |
|                 | Lentamyces                                               |
|                 |                                                          |
|                 | Siepmannia                                               |
|                 |                                                          |
|                 | Spinellus                                                |
|                 |                                                          |
|                 | Phycomyces                                               |
|                 |                                                          |

|  | Spinellus  |
|  |            |
|  | Phycomyces |
|  |            |

## Bildgalleri

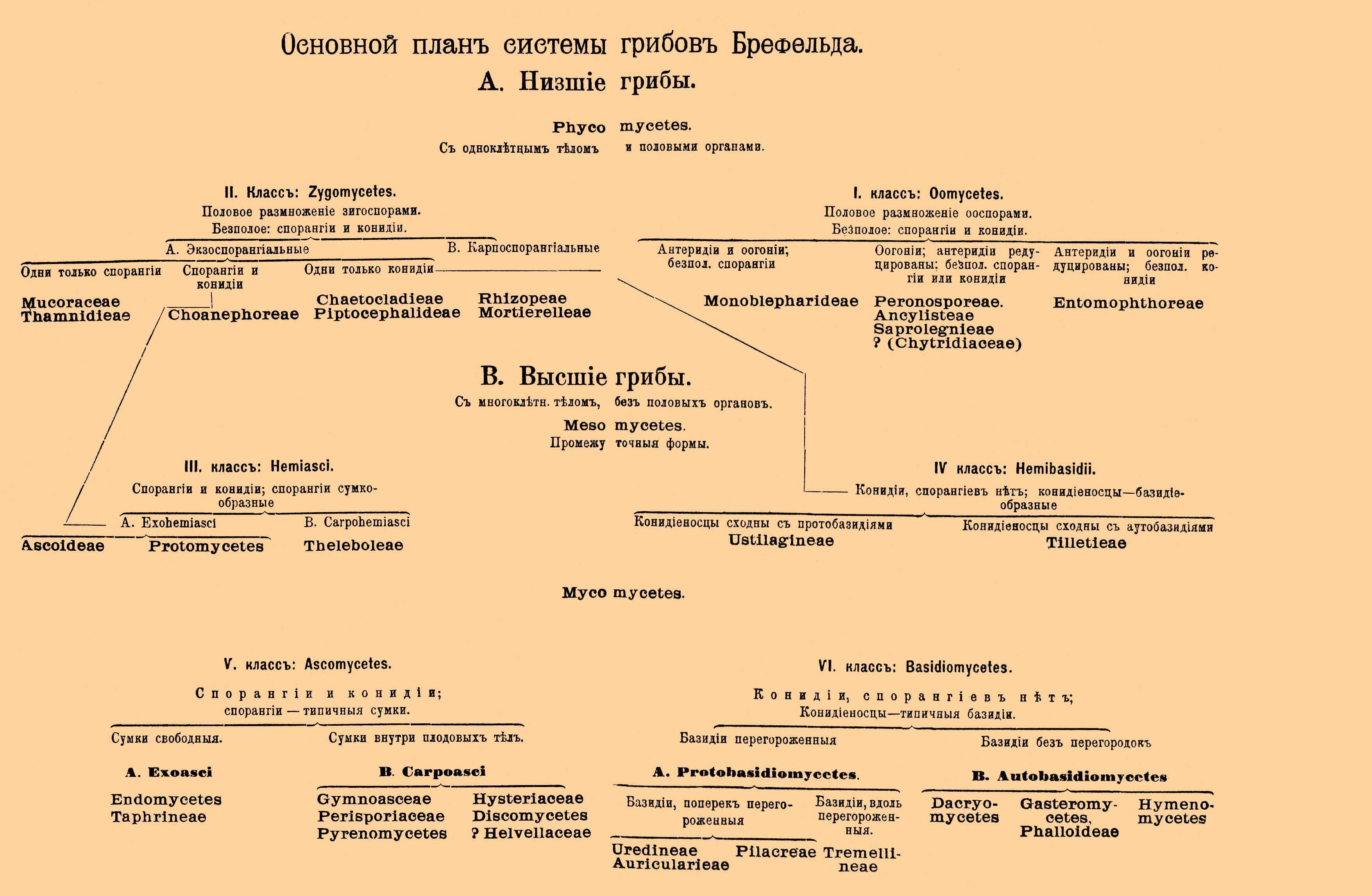